# 포크볼

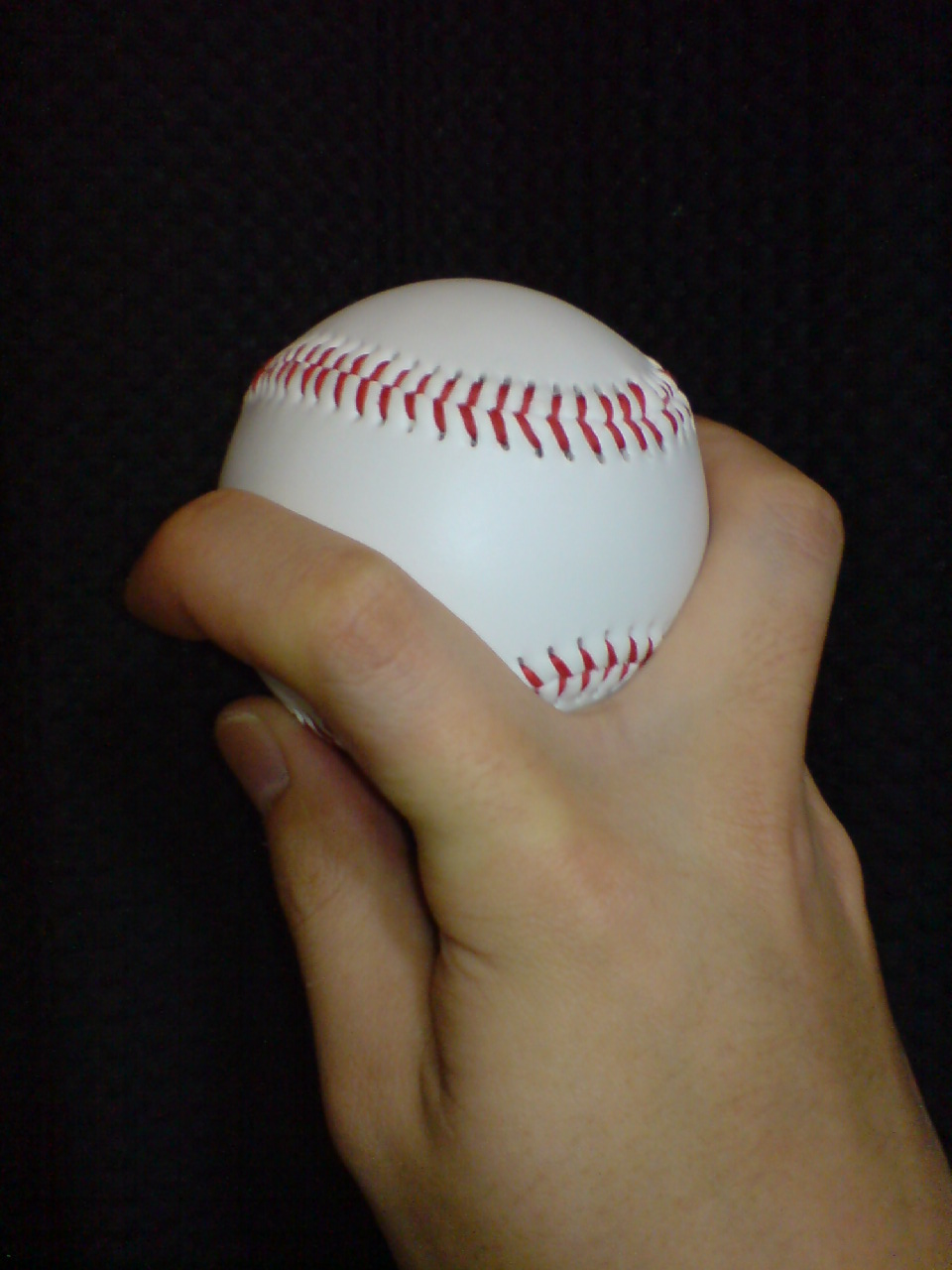
포크볼의 공 잡는 법.

포크볼(Forkball)은 야구에서 투구의 구종 중 하나이다.

## 특징
속구처럼 공이 거의 일직선으로 가다가 타자 바로 앞 홈 플레이트에서 마치 폭포수처럼 종으로 급격하게 떨어지는 구종이다.
스플리터, 너클볼과 비슷한 낙차를 보이며, 회전이 아주 적은 편이다. 포크볼은 과거 공이 떨어지는 낙차 폭에 초점을 두어 변화구의 일종으로 분류했으나 현대 야구에서는 날아가는 공의 강한 회전력으로 공기와 마찰을 일으켜 휘어 나가게 만드는 일반 변화구, 즉 브레이킹 볼 (Breaking Ball)과 달리 구속의 변화를 크게 줌으로써 타자의 타격 타이밍을 뺏는 기능에 초점을 두어 체인지업 계통으로 분류하는 경향이 더 커졌다. 또한 낙차가 큰 체인지업이 보편화된 것도 그러한 경향에 일조하였다. 미국 메이저 리그에선 굳이 포크볼과 스플리터를 구분하지 않기도 한다.
공을 던지는 팔의 팔꿈치에 무리가 많이 가는 구종으로서 부상 위험이 특히 더 크다는 단점이 지적되기도 하지만 아직까지 인과관계가 규명된 것은 아니다.

## 쥐는 법
검지와 중지를 최대한 벌리고 그 사이에 포크로 음식을 찍듯이 공을 끼워 잡는다. 이때 검지와 중지는 공의 실밥 대신 가죽을 잡는다. 속구와 같은 투구 동작으로 던지되 마치 허공에 팔을 강하게 휘두르는 느낌으로 공을 놓는다. 손가락에서 슬쩍 빠지듯이 공이 나가도록 하면서 그만큼 회전이 거의 걸리지 않도록 던진다.

## 주요 선수
미국 메이저 리그에서 포크볼을 잘 구사한 대표적인 투수로는 브루스 수터(en: Bruce_Sutter), 로저 클레멘스 (Roger Clemens), 케빈 브라운 (Kevin Brown), 커트 실링 (Curt Schilling), 척 핀리(en: Chuck_Finley) 등이 있다.
일본 프로 야구는 다른 나라의 리그보다 포크볼을 자주 구사하는 투수의 분포 비율이 상대적으로 높은 편이다. 그중에서 대표적인 투수로는 스기시타 시게루, 무라야마 미노루, 무라타 조지, 노모 히데오, 카도쿠라 켄 , 이와쿠마 히사시,              오타니 쇼헤이 등이 있다.
한국 프로 야구의 투수로는 OB 베어스의 최일언(NC 다이노스 코치), 해태 타이거즈의 김대현, 태평양 돌핀스의 마무리 투수로서 일명 "고무팔"로 불렸던 정명원, 한화 이글스의 이상목, 두산 베어스의 정재훈,이용찬 그리고 롯데 자이언츠의 송승준과 조정훈 등이 있다. 또한 떠오르는 유망주 윤정훈도 있다.
전 넥센 히어로즈의 앤디 밴 헤켄은 일반적인 포크볼 외에도 손가락의 힘 조절을 이용하여 체인지업성 포크볼과 슬라이더성 포크볼로 3가지 종류의 포크볼을 구사하면서 한국프로야구에서 7년만에 시즌 20승을 기록하는 투수가 되었다.